# Takamitsu Ota
Takamitsu Ota (太田 貴光, Ota Takamitsu) est un footballeur japonais né le 19 juillet 1970 dans la préfecture de Shizuoka au Japon.